# The Haunted World of Edward D. Wood Jr.
Pour plus de détails, voir Fiche technique et Distribution.
The Haunted World of Edward D. Wood Jr. est un film documentaire américain, réalisé, écrit et produit par Brett Thompson, sorti en 1996. Il traite du célèbre cinéaste Ed Wood.

## Fiche technique
- Titre : The Haunted World of Edward D. Wood Jr.
- Titre original : The Haunted World of Edward D. Wood Jr.
- Réalisation : Brett Thompson
- Scénario : Brett Thompson
- Musique : Louis Febre
- Directeur de photographie : David J. Miller
- Montage : John Lafferty
- Direction artistique : Gregg Lacy
- Maquillage et Costumes : Beth Kaminsky
- Production : Brett Thompson, Crawford John Thomas, Wood-Thomas Pictures
- Pays d'origine :  États-Unis
- Langue : anglais
- Genre : Documentaire
- Durée : 112 minutes

## Personnalités intervenant
- Gregory Walcott : narrateur
- Maila Nurmi (en tant que Vampira)
- Dolores Fuller
- Paul Marco
- Conrad Brooks (en)
- Loretta King
- Bela G. Lugosi (en)
- Lyle Talbot

### Images d'archives
- Béla Lugosi
- Ann Robinson
- Ed Wood

## Récompenses et distinctions

### Nominations
- Saturn Award 1998 :
  - Saturn Award de la meilleure édition VHS